# محمد الوبران
محمد الوبران (مواليد 1964) هو لاعب تايكواندو سعودي. تنافس في الوزن النهائي للرجال في الألعاب الأولمبية الصيفية لعام 1988.